# Giovanni Bertacchi
Giovanni Bertacchi (Chiavenna, 9 febbraio 1869 – Milano, 24 novembre 1942) è stato un poeta, critico letterario e italianista italiano.

## Biografia
La sua poesia subì fortemente l'influsso di Giovanni Pascoli, sia per quanto riguarda la ricerca delle forme metriche, sia per il caratteristico gusto per le descrizioni del paesaggio.
Fu docente di letteratura italiana presso l'Università di Padova dal 1916 al 1938, quando lasciò volontariamente l'insegnamento prendendo posizione contro il fascismo.
Fu autore di studi critici su Dante, Leopardi, Manzoni, Alfieri, Mazzini. La sua prima e forse più importante opera poetica è il Canzoniere delle Alpi, pubblicata nel 1895. Intorno ai 60 anni, in concomitanza con l'uscita della sua ultima raccolta Il perenne domani, cominciò a scrivere poesie in dialetto chiavennasco. Queste sono pervase di nostalgia per l'infanzia e per i suoi luoghi d'origine.
È tumulato nel cimitero della natia Chiavenna, in un sarcofago realizzato da Enrico Pancera.

## Opere

### Studi critici
- Ore dantesche (1914)
- Leopardi un maestro di vita (1917)
- Il primo romanticismo lombardo (1920)
- Il pensiero critico e le tragedie di A. Manzoni (1936)

### Raccolte di versi
- Il canzoniere delle Alpi, Milano, Chiesa e Guindani (1895)
- Poemetti lirici, Milano, Sonzogno (1898)
- Le malie del passato, Milano, Libreria editrice lombarda, (1905)
- Alle sorgenti, Milano, Baldini e Castoldi, (1906)
- A fior di silenzio, Milano, Baldini e Castoldi (1912)
- Riflessi di orizzonti, Milano, Baldini e Castoldi, (1921)
- Il perenne domani, Milano, Baldini e Castoldi, (1929)

### Altre opere
- Suona la sveglia (1921), inno ufficiale del Corpo nazionale giovani esploratori ed esploratrici italiani[3]
- Marmi, vessilli ed eroi (orazioni, commemorazioni, ecc.), Milano, Baldini e Castoldi (1912)
- Voci dal mondo: antologia della lingua italiana,Torino, Paravia, 1926.

## Premio di Letteratura
Il Concorso Internazionale di Letteratura Giovanni Bertacchi è un premio letterario fondato nel 2013, che nel tempo ha acquisito rilevanza all'interno del panorama letterario italiano e internazionale. Il concorso si caratterizza per la partecipazione di figure di rilievo del mondo culturale e letterario e ha ricevuto riconoscimenti da diverse istituzioni letterarie.
Il concorso ammette opere in diverse lingue, tra cui l'italiano, alcune lingue locali italiane e varie lingue internazionali come il francese, l'inglese, il tedesco, lo spagnolo, il russo, il polacco, il rumeno, l'olandese, il cinese (mandarino), il turco e l'arabo. Questa pluralità linguistica riflette l'obiettivo di promuovere il dialogo interculturale attraverso la letteratura.
Il concorso è stato fondato e diretto da Massimiliano Greco, mentre Antonio Muraca ricopre il ruolo di Presidente della Commissione Scientifica e coordina la giuria, presieduta dal poeta e scrittore Franco Arminio. Tra i vincitori del premio figurano personalità della letteratura, teatro e musica come Aldo Lado, Alessia Piperno, Gianpieretti e Pietruccio Montalbetti.
Il premio è stato istituito per onorare la memoria del poeta Giovanni Bertacchi, ingiustamente condannato alla "damnatio memoriae", e per valorizzare il contributo dei molti poeti italiani cosiddetti "minori". Questi autori, spesso poco noti al grande pubblico, incarnano però con autenticità l'identità e le tradizioni dei loro territori, dando voce alle diverse culture e alle radici popolari italiane. Bertacchi è, inoltre, ricordato anche come "poeta di confine", una definizione che riflette il suo impegno a promuovere il dialogo tra i popoli e le culture. Il premio si propone infatti di celebrare questa visione, riconoscendo nella poesia un potente mezzo di unione e comprensione reciproca, capace di abbattere barriere e creare connessioni.